# Sercan Karagöz
Sercan Karagöz (* 7. Dezember 1993 in Izmir) ist ein türkischer Fußballspieler.

## Karriere
Karagöz kam in Bornova einem Stadtteil der westtürkischen Hafenstadt Izmir auf die Welt und begann mit dem Vereinsfußball in der Jugend von Altay Izmir. 2012 wurde er Neunzehnjähriger mit einem Profivertrag ausgestattet in den Profikader involviert und gab in der Ligabegegnung vom 21. Oktober 2012	gegen Eyüpspor sein Profidebüt. Gegen Saisonende eroberte er sich einen Stammplatz und absolvierte zwölf weitere Ligaspiele.